# Poljska književnost
Poljska književnost je književnost iz Poljske koja je uglavnom napisana na poljskom jeziku.
Najstarija poljska književnost napisana je na latinskom jeziku. Tijekom renesanse nastaje period kada je književnost pisana na poljskom, koji su predvodili pjesnici Mikołaj Rej (1505. – 1569.) i Jan Kochanowski (1530. – 1584). Protureformacija i političke tegobe tijekom 17. i 18. stoljeća paralizirali su razvoj kulture. Tek 1830-ih, Poljaci dobivaju značajnog pjesnika, Adama Mickiewicza, koji je tumačio novi nacionalizam kroz pjesme, drame i romantični ep Pan Tadeusz. Pjesnicima romantizma pripadali su također Zygmunt Krasiński i Juliusz Słowacki.
Tijekom druge polovine 19. stoljeća, razvija se jaka drama s nekoliko realističnih pripovjedača, među kojima je bio i dobitnik Nobelove nagrade Henryk Sienkiewicz koji postaje poznat diljem svijeta sa svojim povjesnim romanom Quo vadis. Čak i tijekom 20. stoljeća, poljska proza je bila dobro poznata i izvan granica Poljske, čiji su glavni predstavnici bili Stefan Żeromski, nobelovac Władysław Reymont i Jerzy Andrzejewski. U okvirima lirike, poznati predstavnici su bili Tadeusz Różewicz, Zbigniew Herbert i nobelovci Czesław Miłosz i Wisława Szymborska. Poljska drama, čiji su glavni predstavnici bili Witold Gombrowicz i absurdist Sławomir Mrożek, nalazila je čitatelje diljem svijeta. Predstavnici proze Bruno Schulz i Stanisław Lem, često su pisali na granici fantastike i groteske. 
Pisci u egzilu Witold Gombrowicz i Czesław Miłosz, čitani su tajno u Poljskoj, ali poslije zbivanja 1956. i posebice poslije 1980., to postaje sve više javno istovremeno dok je poljska književnost cvjetala, što se poklopilo s pojavom niza malih podzemnih izdavača tijekom 1970-ih. Početkom 1980-ih nastankom sindikata Solidarnost, javlja se otpor prema komunističkom režimu, s obnovljenim zahtjevima za slobodu književnosti, a dodjelivanje Nobelove nagrade Miłoszu 1980., pojačalo je ovaj trend. Kasnije su, međutim, mladi pjesnici poput Adama Zagajewskog bili prisiljeni živjeti i objavljivati svoja djela u egzilu.
Poznati poljski pisci krajem 20. i početkom 21. stoljeća pored Zagajewskog su između ostalih Ryszard Kapuściński, Stefan Chwin, Andrzej Stasiuk i Olga Tokarczuk.
Jedna od najprevođenijih knjiga na poljskom u posljednjem desetljeću je Dnevnik svete Faustine Kowalske.

## Dobitnici Nobelove nagrade za književnost
- Henryk Sienkiewicz 1905.
- Władysław Reymont 1924.
- Isaac Bashevis Singer (poljsko-američki, pisao na jidišu) 1978.
- Czesław Miłosz 1980.
- Wisława Szymborska 1996.